# Jerry Sokolov
Jerry Sokolov es un trompetista de jazz y pop, nacido en Rusia en 1964, pero emigrado a Estados Unidos cuando era adolescente.
Comienza su carrera, ya en Estados Unidos, en la primera mitad de la década de 1980. En 1987 se incorpora como primer trompeta a la banda de jazz rock Blood, Sweat & Tears, permaneciendo con ella hasta 1994, formando una sección de trompetas estable, junto con Steve Guttman.
Tras dejar la banda, Sokolov realizó estancias en numerosos países, tocando con grupos locales. De regreso a Nueva York, ha tocado y grabado con Maurice Lauchner, Marc Johnson, Marla Lewis, la big band de Bill Warfield, Dan Siegel y George Jinda, entre otros. En 2001 formó su propio quinteto y fue destacado por la revista Down Beat. Mantiene sus actuaciones con su grupo, actuando también como músico de sesión.